# ヤサ

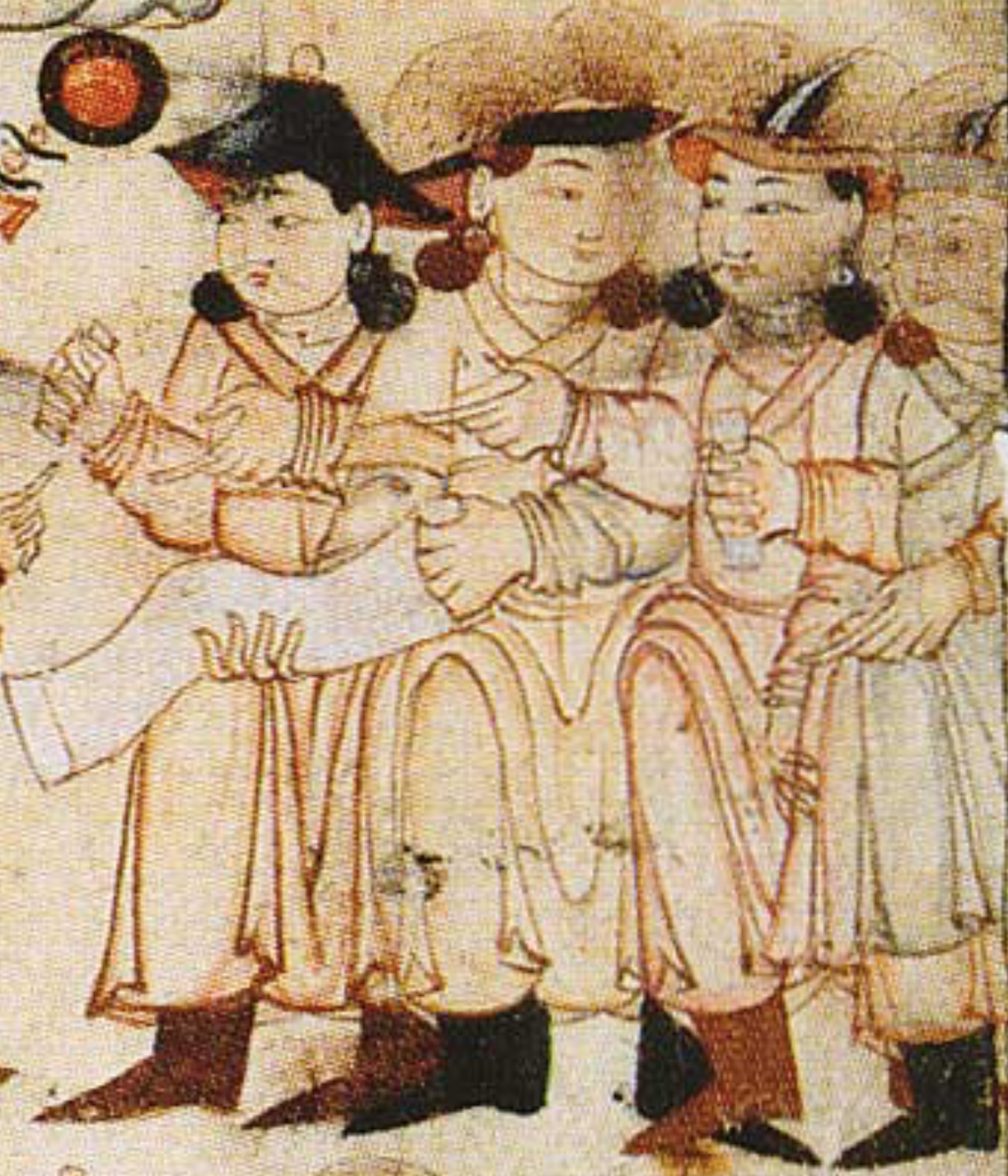
ジャルグチ(断事官)の持つ「ヤサ書」（集史）

ヤサ(モンゴル語: J̌asaγ/Засаг,中国語: 札撒)とは、モンゴル帝国及びその後継国家において「法令」を意味するとされる単語である。モンゴル語圏ではジャサ/ジャサク (J̌asa/J̌asaq)、テュルク語圏ではヤサ/ヤサク (Yasa/Yasaq) と表記され、同時代のペルシア語史料ではテュルク語形に基づいて یاسا (yāsā)、漢文史料ではモンゴル語形に基づいて札撒(zhásā)と記される。
ヤサの存在については多くの史料に記載が見られるものの、ヤサの具体的内容について記したものはほとんどなく、そのためヤサの実態については多くの議論がある。かつては「大ヤサ (Yeke J̌asa)」と呼ばれる成文法典が存在したとする学説が主流であったが、現在ではこれに対する否定的な見解も存在する。

## 「ヤサ」の用法
モンゴル帝国期の諸史料では「ヤサにいたらしめる」「ヤサにかける」といった表現が頻出し、これが直接「処刑する」といった意味となる。ペルシア語史料では به یاسا رسانیدان (ba-yāsā rasānīdan)、大元ウルスのモンゴル語直訳体漢文では「依着札撒教死者」「教札撒裏入去」「依著札撒裏入去」「依著札撒行了者」「交札撒裏入去者」といった表現がされていた。これらは皆モンゴル語J̌asaq-iyar yabu'ul=u=nを直訳したものである。
しかし、「ヤサにかける」といった熟語が頻繁に用いられる割には「ヤサ」の具体的な内容・条文を記した書籍は殆ど無く、唯一ジュヴァイニーの『世界征服者史』のみがヤサに関する纏まった記述を残している。『世界征服者史』では「ヤサ」について以下のように説明している：
この記述によると「ヤサ」は法令として用いられたのみならず、書き写されて諸王家に配られ、クリルタイ(集会)の時毎に依拠すべき基準として参照されていた。実際に、大元ウルスの漢文史料では集会ごとに「祖訓・伝国の大典」「太祖金匱宝訓」が朗読されていたことが記録されている。ただし、この「大典」はヤサのみならずビリク(訓言)、ジャルリグ(聖旨)をも含むものであり、「ヤサ」の実態を分かりにくくする一因となっている。
モンゴルの征服地域、特にイスラーム教の勢力圏ではしばしば「ヤサ」とイスラーム法が対立することが問題となった。特に家畜の屠殺方法については両者は全く異なる内容であり、問題となったことが記録されている。

## 研究史
ヤサに関する研究は古くは18世紀のペチ・ドラクロワに遡り、ペチ・ドラクロワは「ヤサ」という単語がチンギス・カンの定めた法令であると指摘した。19世紀に入るとドーソンがマムルーク朝のマクリーズィーが記した『エジプト志』にヤサの条文が挙げられていることを紹介し、これ以後ド・サキイやベレジン、リャザノフスキーらによってマクリーズィーのヤサに関する記述の研究が行われた。この頃にはチンギス・カンによって制定された成文法典としての「大ヤサ」が存在するという考えが主流で、その条文をマクリーズィーやその他の史料から復元しようとする試みが為されていた。
しかし、このようなヤサ研究はアヤロンの登場によって大幅な見直しを迫られた。アヤロンは『エジプト志』と前代の史料との比較によって『エジプト志』の記述がジュヴァイニーの『世界征服者史』の孫引きに過ぎず、ヤサ研究の原典史料としての価値を有さないと指摘した。これを受けて、ラチネフスキーやモーガンらは「大ヤサとはチンギス・カンによって制定された成文法典である」とする通説を批判し、「ヤサとはチンギス・カンによって発令された命令・勅令をその後継者たちが集成したものである」と述べた。この頃には「ヤサ」の中には法律ではなく単なる命令・軍令に過ぎないものがあることが注目され、「ヤサ＝法令」と単純に理解することに疑問が抱かれるようになった。
21世紀に入ると、チョクトが従来のヤサ研究を「西洋的な法体系を前提としたもの」であると批判し、本来の「ヤサ」とは「具体的な法令・規定・制度」を意味するものではなく、「従わなければ罪に問われるもの」という抽象的な単語であると指摘した。そしてヤサを「法」であると解釈したのはあくまで漢人やペルシア人といった被征服民の官僚であり、実際にモンゴル帝国で法として機能していたのはカーンの発する「ジャルリグ（聖旨/勅令）」であって、ジャルリグの内「罰則を伴う＝ヤサとしての性格を持つ」ものがモンゴル語で「ヨスン（規定）」として成文化され、被征服民からは「ヤサという名の法令」と認識されたのだ、と総括した。

## 大ヤサ
モンゴル帝国時代の諸史料にはしばしば「大ヤサ[書]」という単語が記され、通説ではこの「大ヤサ」こそが「チンギス・カンの制定した成文法典である」と考えられてきた。しかし「ヤサ」の具体的内容について記した史書が少ないため、「大ヤサ」の成立過程やその実態については諸説ある。

### 1206年(1203年)成立説
1206年(1203年)成立説はチンギス・カンがモンゴル帝国を建国した1206年に「大ヤサ」が成立したとする説で、かつては定説として広く受け容れられていた。この説の根拠は『集史』に記される以下のような記述である：
しかし、前述したように「ヤサ」という単語は「法令」としての用法の他に「命令、軍令」といったニュアンスでも用いられており、この記述では「確固たる良きヤサク」が「法令」かどうかは明確でないと批判されている。実際に、同じ出来事を中国語に訳した『元史』では「帝既滅汪罕(オンカン)、大獵于帖麥該川(テメーン・ケエル)、宣佈号令、振凱而帰」と記されており、「ヤサ」は「法令」ではなく「号令」であると解釈されている。
ただし、他の説を唱える学者も1206年成立説を単純に否定するのではなく、あくまで「1206年に一度に大ヤサが成立した」とする説を批判しているのであって、1218年成立説にせよ1225年成立説にせよヤサは段階的に制定されたと想定し、1206年からヤサの整備が始まったこと自体は否定していない。

### 1218年成立説
1218年成立説は1203年成立説を発展させたもので、「1203年に法令集(大ヤサ)発布の決議がされ、1218年チンギス・カンが金朝遠征から引き上げ、ホラズム遠征を決定する際のクリルタイで大ヤサが正式に制定された」とする説で、リャザノフスキーらが主張していた。この説の根拠は『集史』に記される以下のような記述である：
しかし実はこの『集史』の記述は『世界征服者史』の記述を一部表現を代えて引用した文章であり、原文である『世界征服者史』は「慣習としての新しいヤサクを設置した」を「新しいヤサを命じた」としている。『世界征服者史』の記述を見る限りこれが「法令」を制定したものとは言えず、この説も1203年成立説と同様に「法令としての大ヤサ」を制定したものとすることはできないと批判されている。
ただし、『世界征服者史』と『集史』の記述を比較すると、『集史』は明らかに読者が「1218年に法令としてのヤサが制定された」と理解するように記述を改変しており、このことは『集史』を編纂したラシードゥッディーン自身は「大ヤサ1218年成立説」が正しいと考えていたことを示唆している。

### 1225年成立説
1225年成立説はチンギス・カンが中央アジア遠征から帰還した1225年に「大ヤサ」が成立したとする説で、コンスタンティン・ムラジャ・ドーソンや宇野伸浩らが支持している。この説は以下の『集史』の記事を根拠としている：
この説は1206年成立説に比べ注目されてこなかったが、宇野伸浩はプラノ・カルピニやルブルックの報告書にも「西方遠征から帰還したチンギス・カンが多くの法令・法規を作った」という記述があることに注目し、1225年成立説に説得力があると支持している。

### 「大ヤサ」否定説
「大ヤサ」という成文法典は存在しなかったとする学説で、モーガンやチョクトらが唱えている。モーガンは各種史料の「ヤサ」の用法を比較検討して「ヤサ」という単語が必ずしも「法令」として用いられているわけではなくむしろ「命令・軍令」として用いられている例が多いことを指摘し、「成文化し首尾一貫して実施された法典としての大ヤサ」は存在しなかったと述べている。
また、チョクトは更に「ヤサ」「大ヤサ」「大ヤサ書」といった用語を厳密に比較検討し、「大ヤサ書」という用語が同時代のモンゴル語史料には全く見られず、主としてペルシア語史料のみに見られることから、「大ヤサ書」とはイラン人の「ヤサ」に対する概念理解のもとに作られた書名であると結論づけた。その上で、イラン人たちが「大ヤサ書」であると考えた書物は「ヤサの性格を持つ＝罰則を伴う」ヨスンが記された、「ココ・デプテル (köke debter) ＝青冊」ではないかと推測している。

## ビリク
ヤサとよく似た性質を持ち、しばしば混同されるものにビリク (bilig) がある。11世紀のカラハン朝では『クタドゥグ・ビリグ（福徳もてる箴言）』という名の作品があり、「ビリク」はモンゴル帝国成立以前より「訓言/箴言」といった意味で遊牧民の間で用いられてきた用語であった。
諸史料の記述によると、ビリクは元々は口承で伝わるもので韻を踏む難解なものであった。『集史』「テムル・カアン紀」にはクビライの死後、その後継者を決めるクリルタイで「チンギス・カンのビリク(訓言)をよりよく諳んじたものがカーンとなるべし」という提案がなされ、雄弁にビリクを諳んじたテムルが即位することができたと記されており、ビリクに精通することがモンゴルの君主にとって重要な教養であると見なされていた。
モンゴル帝国時代には一般のビリクとチンギス・カンの発した「チンギス・カンのビリク」は区別され、特に後者は成文化されて「チンギス・カンの福徳もてる箴言 (qūtātughū bīlig-i jīnkīz khān)」や「太祖金匱宝訓」と呼称されていた。この「チンギス・カンのビリク」は「チンギス・カンの発した言葉を成文化したもの」であるという点でヤサ/ヨスンと類似しており、しばしば混同されてきたが、チョクトは「罰則を伴う」ヤサとビリクは別個の概念として区別しなければならないと指摘している。

## ヨスン
また、ヤサに関わる重要な用語として、ヨスン (yosun) という単語がある。ヨスンは「道理」或いは「原理」「原則」といった意味を持ち、「破れば罰則を受ける」という抽象的な意味を持つヤサと密接な関係を持つ用語であった。
『集史』などのペルシア語史料では「ヤサ・ヨスン (yāsā wa yūsūn)」という表現がしばしば現れ、またヤサ及びヨスンは「慣習 (rasm/ʿdāt/ādāb)」と併記されることも多いため、従来はヤサとヨスンを別々の意味と考え、「法令と慣習[法]」と訳すのが一般的であった。しかし、『モンゴル秘史』などに見られる「ヨスン」の本来的な意義は「道理、物事の経緯」であり、「ヨスン＝慣習[法]」という解釈はジュヴァイニーらムスリム史家による独自の表現ではないかと推測されている。すなわち、イスラーム法には「スンナ」と呼ばれるムハンマドの言行録があり、これをムスリムは「慣習法」と呼称している。ジュヴァイニーらムスリム史家がイスラーム法を前提としてモンゴルの法体系を見た時、「ヤサ・ヨスン」が「スンナ」と同質のものと見なされ、「慣習」と称されたのだと考えられる。
また、『モンゴル秘史』には即位直後のチンギス・カンがシギ・クトクに命じて「ココ・デプテル (köke debter) ＝青冊」という書物を作らせ、そこにノヤン（貴族層）への分民とジャルグ（審理）の結果を書き込ませ、「ヨス[ン]（規定）にした」と記されている。「ノヤンへの分民」と「ジャルグの審理」は「他の者が変更してはならない」という点で共通しており、また同時に「これに叛する者には罰則を与える」という点でこの「ヨスン」は「ヤサ（逆らえば罰せられるもの）」としての性格を有していた。そのため、チョクトはこの「青冊」に書かれた「ヤサとしての性格を持つヨスン」こそがモンゴル帝国の「法律」として機能していたのではないかと推測している。モンゴル帝国が変容した大元ウルスでは「律例」のような整然とした法体系が制定されず、判例集である『通制条格』や『元典章』が編纂されるのみであったが、これもジャルグ（審理）を集成した「青冊」の運用の影響を受けたためではないかと考えられている。

## 参考資料
- 宇野伸浩「チンギス・カンの大ヤサ再考」『中国史学』12号、2002年
- 杉山正明『モンゴル帝国と大元ウルス』京都大学学術出版会、2004年
- 高橋文治ほか『「元典章」が語ること　元代法令集の諸相』大阪大学出版会、2017年
- 宮紀子「『元典章』が語るフレグ・ウルスの重大事変」『東方学報』91冊、2016年
- チョクト『チンギス・カンの法』山川出版社、2010年